# Алпедринья
Алпедринья (порт. Alpedrinha)  —  район (фрегезия) в Португалии,  входит в округ Каштелу-Бранку. Является составной частью муниципалитета  Фундан. По старому административному делению входил в провинцию Бейра-Байша. Входит в экономико-статистический  субрегион Кова-да-Бейра, который входит в Центральный регион. Население составляет 1184 человека на 2001 год. Занимает площадь 18,22 км².
Покровителем района считается Мартин Турский (порт. São Martinho). 